# Стёрр, Джимми
Джеймс Уи́льям «Джи́мми» Стёрр младший (англ. James William “Jimmy” Sturr, Jr.)  — американский музыкант, работающий в жанре полька, лидер группы Jimmy Sturr & His Orchestra. Является обладателем 18 наград «Грэмми» в номинации «Лучший альбом в жанре полька». С этим результатом Джимми Стёрр и его группа входят в десятку лучших по числу выигранных наград «Грэмми» за всё время существования этой музыкальной премии..

## Карьера
Джеймс Уильям Стёрр младший родился в небольшом городке Уорик в штате Нью-Йорк. Несмотря на то что предки Стёрра были ирландцами, на него оказала большее влияние польско-американская культура города, в котором он рос. Стёрр начал заниматься музыкой с раннего детства, а уже примерно с 13 лет стал выступать на местном уровне.
Музыкальная карьера Стёрра началась в 1960-е годы, после того как он закончил обучение в университете. С этого времени он регулярно записывает альбомы и даёт концерты в составе группы Jimmy Sturr & His Orchestra.
На альбомах Джимми Стёрра были как его авторские произведения в жанре полька, так и кавер-версии песен других исполнителей разных стилей и направлений и народные песни. За длительную музыкальную карьеру Стёрр записал множество совместных альбомов, в том числе с кантри-исполнителями Вилли Нельсоном, Биллом Андерсоном, Меллом Тиллисом, группой The Oak Ridge Boys, поп-певцом Бобби Винтоном, фолк-певцом Арло Гатри, исполнителем музыки техано Флако Хименесом, певицами Рондой Винсент, Брендой Ли и другими.
В 1986 году Американская академия звукозаписи, присуждающая награды «Грэмми», приняла решение о введении новой номинации — «Лучшая запись в жанре полька» (с 1992 года — «Лучший альбом в жанре полька»). В 1987 году Джимми Стёрр завоевал первую награду в этой номинации за альбом I Remember Warsaw. В 1988—1992 годах он неизменно становился обладателем награды в этой номинации «Грэмми». В дальнейшем Стёрр выигрывал награду в этой номинации в 1996—1999, 2001—2004 и 2006—2009 годах.
В 2009 году Академия звукозаписи объявила, что со следующего года номинация «Лучший альбом в жанре полька» упраздняется. Тем не менее, в 2010 году Jimmy Sturr & His Orchestra вновь оказались в числе номинантов — их альбом Polka Cola: Music That Refreshes претендовал на награду в номинации «Лучший альбом традиционного фолка».

## Дискография
- Not Just Another Polka
- Tribute to the Legends of Polka Music
- Polka Party
- Polka Cola с Биллом Андерсоном
- Let the Whole World Sing (премия «Грэмми» 2009 года)
- Come Share the Wine (премия «Грэмми» 2008 года)
- Polka in Paradise с Бобби Винтоном (премия «Грэмми» 2007 года)
- The Greatest Hits of Polka
- Shake, Rattle and Polka! (премия «Грэмми» 2006 года)
- Let’s Polka 'Round (премия «Грэмми» 2004 года)
- Top of the World с Арло Гатри и Рондой Винсент (премия «Грэмми» 2003 года)
- Gone Polka с Вилли Нельсоном и Брендой Ли (премия «Грэмми» 2002 года)
- Touched by a Polka с Мел Тиллис (премия «Грэмми» 2001 года)
- Prime Time Polka
- Life’s a Polka
- 83 Giant Polka Hits
- Dance with Me с Oak Ridge Boys и Флако Хименесом (премия «Грэмми» 1999 года)
- Polkapalooza
- Living on Polka Time с Биллом Андерсоном и Флако Хименесом (премия «Грэмми» 1998 года)
- Polka! All Night Long с Вилли Нельсоном (премия «Грэмми» 1997 года)
- I Love to Polka (премия «Грэмми» 1996 года)
- Polka Your Troubles Away
- Pure Polka
- Polka Favorites
- Saturday Night Polka
- Clarinet/Accordion Magic
- Sturr It Up
- Live at Gilley’s! (премия «Грэмми» 1992 года)
- When It’s Polka Time at Your House (премия «Грэмми» 1991 года)
- Fiddles on Fire
- Trip to Poland
- Pure Country
- All in My Love for You (премия «Грэмми» 1990 года)
- Born to Polka (премия «Грэмми» 1989 года)
- A Polka Just for Me (премия «Грэмми» 1988 года)
- I Remember Warsaw (премия «Грэмми» 1987 года)
- 1st Class Polka’s
- Hooked on Polkas
- On Tour
- All American Polkafest
- Polka Fever
- A Jimmy Sturr Christmas
- Polka Christmas
- Million Dollar Polkas
- Old Fashioned Christmas
- Christmas in My Hometown

## Состав группы
- Джимми Стёрр — вокал
- Стив Свайадер — аккордеон
- Деннис Койман — ударные
- Эрик Паркс — труба
- Фрэнк Урбанович — вокал, скрипка
- Джонни Карас — вокал, тенор-саксофон
- Кейт Слеттери — пианино
- Кенни Харбус — труба
- Кевин Краут — труба
- Ник Девито — кларнет, альт-саксофон
- Грег Долецки — кларнет, альт-саксофон
- Рич Павасарис — бас-гитара
- Гас Косайор — менеджер